# B형 간염 백신

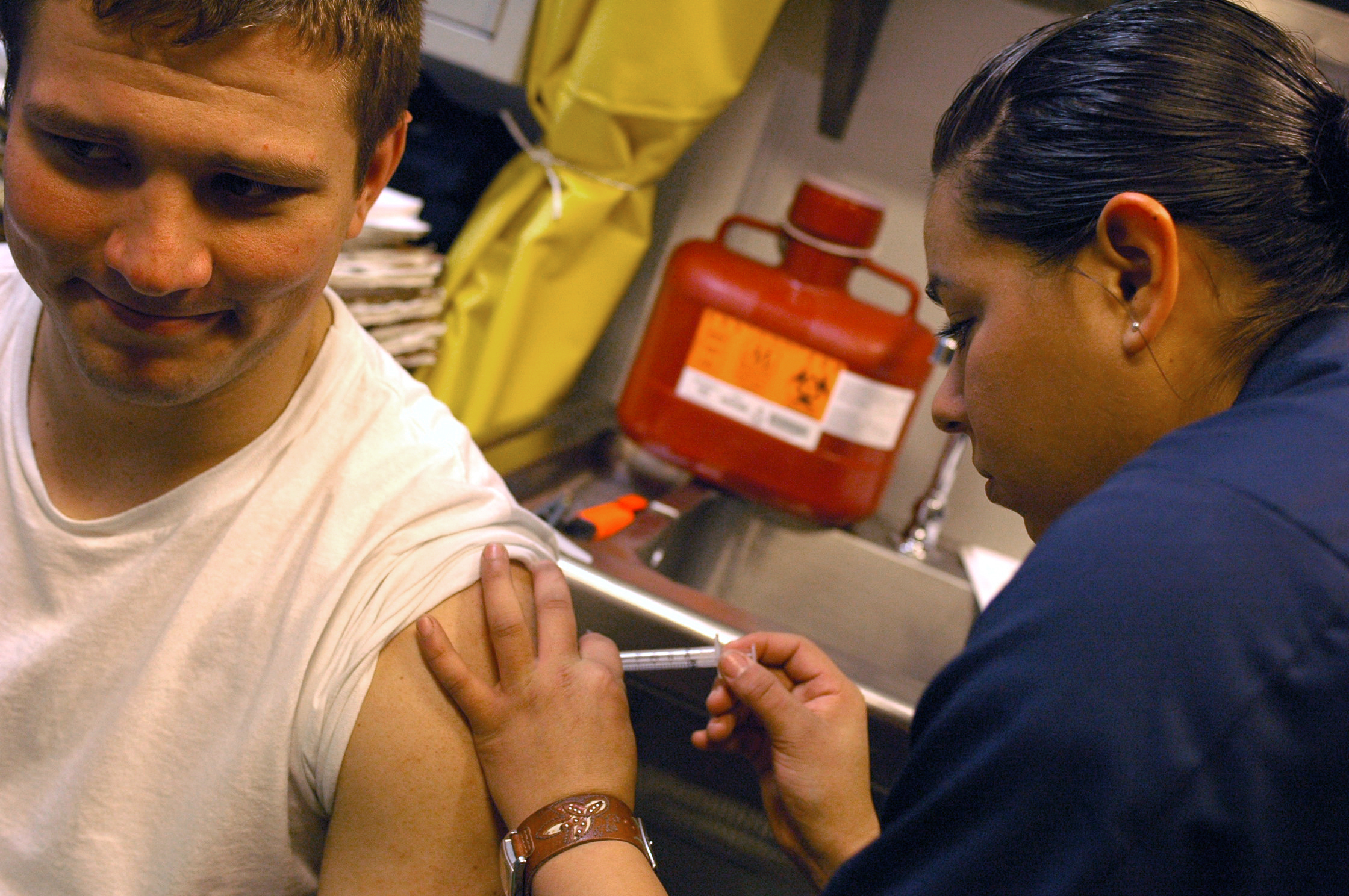

B형 간염 백신(hepatitis B vaccine)은 B형 간염을 예방하는 백신이다. 최초 도스(dose)는 태어난지 24시간 내에, 그리고 이후에는 2~3 이상의 도스의 투여가 권고된다. 여기에는 HIV/AIDS 등의 면역 기능 저하가 있는 환자, 조산자가 포함된다. 의료 종사자들의 접종 또한 권고된다. 건강한 사람들의 경우 주기적인 접종을 통해 95% 이상의 사람이 예방이 되었다.
고위험군의 경우 백신이 효력이 있었는지 확인하는 혈액 검사가 권고된다. 면역 기능이 낮은 사람에게는 추가 투여가 필요할 수 있으나 대부분의 사람들에게는 반드시 필요한 것은 아니다. B형 간염 바이러스에 노출되었으나 면역되지 않은 사람들의 경우 백신 외에도 B형 간염 면역 글로블린을 투여받는 것이 좋다. 이 백신은 근육 주사를 통해 투여된다. 출생 직후 바로 1차 접종을 하며, 1개월에 2차 접종, 6개월에 3차 접종을 한다.
B형 간염 백신의 심각한 부작용은 그다지 흔치 않다. 주사 부위에 통증이 발생할 수 있다. 임신 중이나 모유 수유 중의 사용은 안전하다. 길랭-바레 증후군과는 관련이 없다. 현행 백신들은 재조합 DNA 기법을 통해 개발된다. 직접 판매되거나 다른 백신과 결합해서 판매된다.
최초의 B형 간염 백신은 1981년 미국에서 승인되었다. 재조합형 버전은 1986년 시장에 출시되었다. 의료제도에 필수적인 가장 효과적이고 안전한 의약품 목록인 WHO 필수 의약품 목록에 등재되어 있다. 2014년 기준으로, 개발도상국의 도매가는 한 도스(dose) 당 US$0.58–13.20이다. 미국에서의 비용은 US$50–100이다.

## 이용
다음은 2014년 세계보건기구가 출판한, B형 간염 백신의 3도스(dose) 분량을 받은 유아의 백분율에 따른 나라별 목록이다.
| B형 간염 (HepB3) 면역률 (전 세계 1세 기준) | B형 간염 (HepB3) 면역률 (전 세계 1세 기준) |
| 국가                                       | 면역률 %                                   |
| ------------------------------------------ | ------------------------------------------ |
| 아프가니스탄                               | 75                                         |
| 알바니아                                   | 98                                         |
| 알제리                                     | 95                                         |
| 안도라                                     | 96                                         |
| 앙골라                                     | 80                                         |
| 앤티가 바부다                              | 99                                         |
| 아르헨티나                                 | 94                                         |
| 아르메니아                                 | 93                                         |
| 오스트레일리아                             | 91                                         |
| 오스트리아                                 | 83                                         |
| 아제르바이잔                               | 94                                         |
| 바하마                                     | 96                                         |
| 바레인                                     | 99                                         |
| 방글라데시                                 | 95                                         |
| 바베이도스                                 | 94                                         |
| 벨라루스                                   | 97                                         |
| 벨기에                                     | 98                                         |
| 벨리즈                                     | 95                                         |
| 베냉                                       | 70                                         |
| 부탄                                       | 99                                         |
| 볼리비아                                   | 94                                         |
| 보스니아 헤르체고비나                      | 89                                         |
| 보츠와나                                   | 95                                         |
| 브라질                                     | 96                                         |
| 브루나이                                   | 99                                         |
| 불가리아                                   | 95                                         |
| 부르키나파소                               | 91                                         |
| 부룬디                                     | 95                                         |
| 코트디부아르                               | 67                                         |
| 카보베르데                                 | 95                                         |
| 캄보디아                                   | 97                                         |
| 카메룬                                     | 87                                         |
| 캐나다                                     | 75                                         |
| 중앙아프리카 공화국                        | 47                                         |
| 차드                                       | 46                                         |
| 칠레                                       | 92                                         |
| 중국                                       | 99                                         |
| 콜롬비아                                   | 90                                         |
| 코모로                                     | 80                                         |
| 콩고 공화국                                | 90                                         |
| 쿡 제도                                    | 99                                         |
| 코스타리카                                 | 91                                         |
| 크로아티아                                 | 95                                         |
| 쿠바                                       | 96                                         |
| 키프로스                                   | 96                                         |
| 체코                                       | 99                                         |
| 조선민주주의인민공화국                     | 93                                         |
| 콩고 민주 공화국                           | 80                                         |
| 지부티                                     | 78                                         |
| 도미니카 연방                              | 97                                         |
| 도미니카 공화국                            | 89                                         |
| 에콰도르                                   | 83                                         |
| 이집트                                     | 94                                         |
| 엘살바도르                                 | 93                                         |
| 적도 기니                                  | 24                                         |
| 에리트레아                                 | 94                                         |
| 에스토니아                                 | 93                                         |
| 에티오피아                                 | 77                                         |
| 피지                                       | 99                                         |
| 프랑스                                     | 82                                         |
| 가봉                                       | 70                                         |
| 감비아                                     | 96                                         |
| 조지아                                     | 91                                         |
| 독일                                       | 87                                         |
| 가나                                       | 98                                         |
| 그리스                                     | 96                                         |
| 그레나다                                   | 97                                         |
| 과테말라                                   | 73                                         |
| 기니                                       | 51                                         |
| 기니비사우                                 | 80                                         |
| 가이아나                                   | 98                                         |
| 아이티                                     | 48                                         |
| 온두라스                                   | 85                                         |
| 인도                                       | 70                                         |
| 인도네시아                                 | 78                                         |
| 이란                                       | 99                                         |
| 이라크                                     | 62                                         |
| 아일랜드                                   | 95                                         |
| 이스라엘                                   | 97                                         |
| 이탈리아                                   | 94                                         |
| 자메이카                                   | 92                                         |
| 요르단                                     | 98                                         |
| 카자흐스탄                                 | 95                                         |
| 케냐                                       | 81                                         |
| 키리바시                                   | 75                                         |
| 쿠웨이트                                   | 96                                         |
| 키르기스스탄                               | 96                                         |
| 라오스                                     | 88                                         |
| 라트비아                                   | 92                                         |
| 레바논                                     | 81                                         |
| 레소토                                     | 96                                         |
| 라이베리아                                 | 50                                         |
| 리비아                                     | 94                                         |
| 리투아니아                                 | 94                                         |
| 룩셈부르크                                 | 94                                         |
| 마다가스카르                               | 73                                         |
| 말라위                                     | 91                                         |
| 말레이시아                                 | 96                                         |
| 몰디브                                     | 99                                         |
| 말리                                       | 77                                         |
| 몰타                                       | 90                                         |
| 마셜 제도                                  | 79                                         |
| 모리타니                                   | 84                                         |
| 모리셔스                                   | 97                                         |
| 멕시코                                     | 84                                         |
| 미크로네시아 연방                          | 83                                         |
| 모나코                                     | 99                                         |
| 몽골                                       | 99                                         |
| 몬테네그로                                 | 87                                         |
| 모로코                                     | 99                                         |
| 모잠비크                                   | 78                                         |
| 미얀마                                     | 75                                         |
| 나미비아                                   | 88                                         |
| 나우루                                     | 95                                         |
| 네팔                                       | 92                                         |
| 네덜란드                                   | 95                                         |
| 뉴질랜드                                   | 93                                         |
| 니카라과                                   | 98                                         |
| 니제르                                     | 68                                         |
| 나이지리아                                 | 66                                         |
| 니우에                                     | 99                                         |
| 오만                                       | 98                                         |
| 파키스탄                                   | 73                                         |
| 팔라우                                     | 99                                         |
| 파나마                                     | 80                                         |
| 파푸아뉴기니                               | 62                                         |
| 파라과이                                   | 87                                         |
| 페루                                       | 88                                         |
| 필리핀                                     | 79                                         |
| 폴란드                                     | 96                                         |
| 포르투갈                                   | 98                                         |
| 카타르                                     | 99                                         |
| 대한민국                                   | 99                                         |
| 몰도바                                     | 92                                         |
| 루마니아                                   | 94                                         |
| 러시아                                     | 97                                         |
| 르완다                                     | 99                                         |
| 세인트키츠 네비스                          | 98                                         |
| 세인트루시아                               | 99                                         |
| 세인트빈센트 그레나딘                      | 98                                         |
| 사모아                                     | 91                                         |
| 산마리노                                   | 80                                         |
| 상투메 프린시페                            | 95                                         |
| 사우디아라비아                             | 98                                         |
| 세네갈                                     | 89                                         |
| 세르비아                                   | 92                                         |
| 세이셸                                     | 99                                         |
| 시에라리온                                 | 83                                         |
| 싱가포르                                   | 97                                         |
| 슬로바키아                                 | 97                                         |
| 솔로몬 제도                                | 88                                         |
| 소말리아                                   | 42                                         |
| 남아프리카 공화국                          | 74                                         |
| 스페인                                     | 96                                         |
| 스리랑카                                   | 99                                         |
| 수단                                       | 94                                         |
| 수리남                                     | 85                                         |
| 에스와티니                                 | 98                                         |
| 스웨덴                                     | 42                                         |
| 시리아                                     | 71                                         |
| 타지키스탄                                 | 97                                         |
| 태국                                       | 99                                         |
| 북마케도니아                               | 97                                         |
| 동티모르                                   | 77                                         |
| 토고                                       | 87                                         |
| 통가                                       | 82                                         |
| 트리니다드 토바고                          | 92                                         |
| 튀니지                                     | 98                                         |
| 튀르키예                                   | 96                                         |
| 투르크메니스탄                             | 97                                         |
| 투발루                                     | 90                                         |
| 우간다                                     | 78                                         |
| 우크라이나                                 | 46                                         |
| 아랍에미리트                               | 94                                         |
| 탄자니아                                   | 97                                         |
| 미국                                       | 90                                         |
| 우루과이                                   | 95                                         |
| 우즈베키스탄                               | 99                                         |
| 바누아투                                   | 64                                         |
| 베네수엘라                                 | 78                                         |
| 베트남                                     | 95                                         |
| 예멘                                       | 88                                         |
| 잠비아                                     | 86                                         |
| 짐바브웨                                   | 91                                         |